# Macrogenioglottus alipioi
Genre
Espèce
Statut de conservation UICN

 LC  : Préoccupation mineure
Macrogenioglottus alipioi, unique représentant du genre Macrogenioglottus, est une espèce d'amphibiens de la famille des Odontophrynidae.

## Répartition
Cette espèce est endémique du Brésil. Elle se rencontre du niveau de la mer jusqu'à 600 m d'altitude sur la façade atlantique, :
- dans le sud-est de l'État de l'Alagoas ;
- dans l'est du Sergipe ;
- dans l'Est de Bahia ;
- dans l'Espírito Santo ;
- dans l'État de Rio de Janeiro ;
- dans l'est de l'État de São Paulo.

## Étymologie
Son nom d'espèce lui a été donné en l'honneur d'Alípio de Miranda-Ribeiro, zoologiste brésilien.

## Publication originale
- Carvalho, 1946 : Um novo gênero de ceratofridídeo do sudeste baiano (Amphibia, Anura,. Ceratophrydidae). Boletim do Museu Nacional Zoologia, vol. 73, p. 1–17.